# داش قلعه
داش قلعه مربوط به سده‌های اولیه دوران‌های تاریخی قبل از اسلام است و در شهرستان مشگین‌شهر، بخش مشکین شرقی، دهستان قره سو، روستای چیقان واقع شده و این اثر در تاریخ ۲۸ اسفند ۱۳۸۵ با شمارهٔ ثبت ۱۹۰۲۰ به‌عنوان یکی از آثار ملی ایران به ثبت رسیده است.